# 반지의 제왕: 왕의 귀환
《반지의 제왕: 왕의 귀환》(The Lord of the Rings: The Return of the King)은 J. R. R. 톨킨의 소설 왕의 귀환을 원작으로 하여 제작한 서사 판타지 모험 영화이다. 반지의 제왕 영화 삼부작 중 세 번째이자 마지막 작품이며, 피터 잭슨이 감독, 각본, 제작을 맡았다. 일라이저 우드, 비고 모텐슨, 이언 매켈런, 숀 애스틴, 올랜도 블룸, 리브 타일러, 크리스토퍼 리와 휴고 위빙 등이 출연하였으며, 제작 자금은 미국의 뉴 라인 시네마가 배급했으나, 촬영과 편집 모두 피터 잭슨의 고향 뉴질랜드에서 진행되었다.
2003년 12월 1일에 뉴질랜드 웰링턴의 대사관 극장에서 처음 상영된 후, 미국과 대한민국에서는 2003년 12월 17일에 개봉하였고, 뉴질랜드에서는 공식적으로 2003년 12월 18일에 개봉하였다. 이 영화는 시각 효과와 액션, 연출, 각본, 의상과 줄거리에 대해 비평가들과 관객들로부터 호평을 받았다. 전세계에서 11억 달러가 넘는 수익을 올려, 2003년에 가장 높은 흥행 수익을 기록하고 뉴 라인 시네마가 배급한 영화 중에서 가장 흥행한 영화가 되었다. 또한 영화는 역대 최고의 영화에 꼽혔는데, 2004년 독일의 TV 특집쇼 《역사상 최고의 영화들》(Die besten Filme aller Zeiten)에서 독일인 12만 명을 대상으로 투표를 실시한 결과에서도 1위를 차지했고, 2005년 오스트레일리아의 TV 특집쇼 《내가 제일 좋아하는 영화》(My Favourite Film)에서 대중 설문조사를 실시한 결과 역사상 가장 인기 있는 영화로 꼽혔다.
반지의 제왕: 왕의 귀환은 여러 상을 수상했는데, 그중에서도 제76회 아카데미상에서 11개의 아카데미상을 모두 수상한 것이 가장 의미있게 여겨진다. 여기에는 판타지 영화 최초로 최우수 작품상을 받은 것과 최우수 감독상 또한 포함되어 있었다. 이 기록은 한 편의 영화가 아카데미 시상식에서 가장 많은 상을 받은 것인데, 이전에는 타이타닉가 유일했고, 왕의 귀환 이후 2016년 벤허가 11개의 아카데미상을 받으면서 현재 3개의 단일 영화가 유일하게 11개의 아카데미상을 수상하고 있다. 또한 왕의 귀환이 아카데미 시각효과상을 수상하면서 반지의 제왕 영화 삼부작이 모두 시각효과상을 수상하게 되었는데, 이 기록은 스타워즈 시리즈에 이어 두 번째 기록이었다.

## 줄거리
반지 전쟁이 시작되고, 간달프는 아라고른, 레골라스, 김리, 세오덴 왕을 이끌고 아이센가드로 향했다. 그리고 그곳에서 엔트들과 함께 있던 메리, 피핀과 재회했고, 간달프는 전투에서 진 사루만의 팔란티르를 회수했다. 피핀은 문득 그 속을 들여다보다가 사우론으로부터 정신세뇌 공격을 당했고, 피핀에게서 무엇을 보았는지 설명을 들은 간달프는 사우론이 조만간 곤도르의 수도 미나스 티리스를 공격하리라고 짐작한다. 그리고는 피핀과 함께 곤도르의 섭정 데네소르에게 사우론의 공격 사실을 알리러 간다.
골룸은 프로도와 샘을 미나스 모르굴로 안내한다. 그곳에서 프로도와 샘은 아홉 나즈굴의 우두머리인 위치킹이 오크 군단을 지휘하며 곤도르로 진군하는 광경을 목격한다. 프로도와 샘은 골룸이 모르도르로 가는 '비밀 지름길'이라 했던, 절벽을 깎아 만든 계단길을 오르기 시작한다. 하지만 골룸이 두 호빗을 죽이고 반지를 차지하기 위해 궁지에 몰아넣고 있다는 사실은 미처 눈치채지 못한다. 위치킹 군단은 오스길리아스를 공격하여 궤멸시키기에 이르고, 파라미르와 주둔군은 어쩔 수 없이 미나스 티리스로 후퇴한다.
골룸은 프로도와 샘이 먹을 양식을 몰래 버리고, 안 그래도 골룸을 못미더워하던 샘은 불같이 화를 낸다. 하지만 여전히 골룸을 신뢰하던 데다 반지 때문에 판단력이 흐려진 프로도는 골룸의 이간질에 오히려 샘이 반지를 노리고 있다고 믿고는 고향으로 가버리라 말하고, 골룸과 함께 모르도르로 향하는 협곡 속으로 나아간다. 이때다 싶은 골룸은 프로도를 속여 거대 거미 쉴로브가 사는 굴 속으로 유인한다. 간신히 빠져나와 골룸과 마주친 프로도는 너나 나나 모두를 위해서라도 반지를 파괴해야겠다고 말한다. 흥분한 골룸은 프로도에게 달려들지만 틈새 속으로 추락한다. 프로도는 계속해서 절벽을 오르다 쉴로브에게 들켜 마비된 상태로 꽁꽁 묶여버리는 신세가 되고 만다. 돌아온 샘이 쉴로브를 찔러 쫓아낸 다음 프로도를 구하려다가, 오크가 나타나자 자리를 피하고 그들이 프로도를 끌고 가는 것을 숨죽여 지켜본다. 오크들이 프로도가 두르고 있던 미스릴을 두고 싸우는 사이 샘은 프로도를 구출하는 데 성공하고, 계속해서 여정을 떠난다.
아라고른은 엘론드로부터 아르웬이 기운을 점점 잃고 있다는 말을 듣는다. 아르웬은 먼 훗날 아라고른과 자신의 아들이 함께있는 모습을 예지한 뒤, 떠나지 않고 중간계에 남아서 아라고른과 재회한 뒤 가족을 꾸리려는 의지였다. 엘론드는 여전히 딸을 남겨두고 가는 게 맘이 편치 않지만 결국 받아들이기로 하고, 리븐델의 대장장이들을 시켜 이실두르의 검 나르실의 파편으로 안두릴을 다시 만들어 아라고른에게 건넨다. 이로써 아라고른은 조상으로부터 내려온 유품을 다시 손에 쥐게 되었고, 동시에 던해로의 망자들을 불러모아 병력을 증강할 수 있게 되었다. 레골라스, 김리와 함께 망자의 길에 도착한 아라고른은 망자들을 만나, 이실두르가 내린 저주를 풀어 자유로운 영혼이 되게 해주는 것을 조건으로 지원군을 확보한다.
파라미르는 오스길리아스 탈환을 감행하다 깊은 중상을 입는다. 아버지 데네소르는 아들이 죽었다고 생각하고는 미쳐버린다. 간달프는 고스모그가 이끄는 오크 군단으로부터 미나스 티리스를 수호하기 위해 전방에 남는다. 고스모그군이 요새 안으로 강제로 밀고 들어오자 데네소르는 자신과 파라미르를 장작더미 위에 올린 뒤 불을 붙여 자살하려 한다. 이를 본 피핀이 간달프에게 알려 파라미르를 구해내지만 이미 불이 붙은 데네소르는 미나스 티리스 꼭대기에서 몸을 던져 최후를 맞이한다. 머지않아 장대한 나팔 소리와 함께 세오덴 왕과 에오메르가 이끄는 로히림 기마군단이 전장에 나타난다. 적에게 죽음을 안기라는 왕의 연설과 함께 로히림 기마군단이 거센 돌격을 가하면서 본격적인 전투가 개시된다. 그러나 엘리펀트를 탄 하라드림 군단의 기세에 압도되고 테오덴 왕 역시 위치킹으로부터 치명적인 부상을 당한다. 테오덴의 조카딸 에오윈이 메리의 도움을 받아 위치킹을 죽이지만, 테오덴은 끝내 눈을 감는다. 이후 아라고른이 망자의 군단과 함께 전장에 나타나면서 사우론의 군대를 몰살시키고 전투를 승리로 이끈다. 그 뒤 아라고른은 약속대로 망자들을 저주에서 풀려나게 한다.
아라고른은 프로도와 샘이 운명의 산에 도달할 수 있도록 사우론의 주의를 끌기 위해서 검은 문을 향해 진군하기로 한다. 아라고른의 군대가 모르도르에 있던 사우론의 병력들을 유인하면서 샘과 프로도는 화산 근처로 올라갈 수 있게 된다. 끝까지 달려드는 골룸을 저버리고 둠 산의 입구에 도착한 두 호빗은 화산 내부로 들어가 용암 바로 위에 선다. 그런데 프로도가 절대반지의 유혹에 굴복하여, 어서 파괴하라는 샘의 절규에도 불구하고 이건 내 것이라는 말과 함께 손가락에 반지를 끼워버리고 만다. 그새 간신히 따라온 골룸이 투명해진 프로도를 향해 달려들고, 손가락을 물어뜯어 반지를 손에 넣는다. 프로도가 다시 반격에 나서 반지를 두고 끈질긴 몸싸움을 벌이던 두 사람은 절벽 아래로 떨어진다. 골룸은 반지와 함께 용암 속으로 추락해 죽음을 맞이한다. 프로도는 절벽 끝에 가까스로 매달려 살아남고, 반지가 파괴된 것을 확인한 샘은 프로도를 구출한다. 프로도와 샘이 화산에서 빠져나오는 사이 사우론의 탑은 처절하게 무너지고, 모르도르의 땅이 갈라지면서 나즈굴과 오크 군단도 궤멸한다.
간달프는 독수리의 도움을 받아 용암 한가운데에 갇혀 있던 두 호빗을 구출해낸다. 이후 미나스 티리스에서 깨어난 두 호빗은 반지원정대 일원들과 재회의 기쁨을 맞이한다. 이후 성대한 즉위식을 통해 아라고른은 곤도르의 국왕으로, 아르웬은 왕비로 추대된다. 호빗들은 고향인 샤이어로 돌아가고 샘은 로지 코튼과 결혼한다. 그로부터 몇 년 뒤, 프로도는 삼촌 빌보, 간달프, 엘프들과 함께 중간계를 떠나 천상계로 향한다. 그러면서 샘에게 두 사람의 여정을 세세히 기록한 웨스트마치의 붉은 책을 남긴다. 샤이어로 돌아온 샘이 로지와 아이들을 껴안으면서 영화는 막을 내린다.

## 출연
- 일라이저 우드 - 프로도 배긴스
- 숀 애스틴 - 샘와이즈 갬지
- 이언 매켈런 - 간달프
- 도미닉 모나한 - 메리아독 브랜디벅
- 빌리 보이드 - 페레그린 툭(피핀)
- 이언 홈 - 빌보 배긴스
- 비고 모텐슨 - 아라곤
- 올랜도 블룸 - 레골라스
- 존 리스데이비스 - 김리
- 리브 타일러 - 아르웬 운도미엘
- 크리스토퍼 리 - 백색의 사루만
- 케이트 블란쳇 - 갈라드리엘
- 버나드 힐 - 세오덴
- 브래드 두리프 - 그리마 웜텅
- 미란다 오토 - 에오윈
- 칼 어번 - 에오메르
- 존 노블 - 데네소르 2세
- 데이비드 웨넘 - 파라미르
- 앤디 서키스 - 골룸 / 스미골
- 휴고 위빙 - 엘론드

### 한국판 성우진(SBS)
- 김영선 - 프로도(일라이저 우드)
- 김태훈 - 간달프(이언 매켈런)
- 안지환 - 아라곤(비고 모텐슨)
- 오인성 - 골룸(앤디 서키스)
- 이상범 - 샘(숀 애스틴)
- 엄상현 - 피핀(빌리 보이드)
- 표영재 - 레골라스(올랜도 블룸)
- 윤성혜 - 아르웬(리브 타일러)
- 이장원 - 김리(존 리스데이비스)
- 장광 - 세오덴(버나드 힐)
- 송도영 - 갈라드리엘(케이트 블란쳇)
- 설영범 - 엘론드(휴고 위빙)
- 성완경 - 데네소르(존 노블)
- 김용준 - 파라미르(데이비드 웨넘)
- 김기현 - 사루만(크리스토퍼 리)
- 송준석 - 위치킹(로렌스 마코아르)
- 김서영 - 에오윈(미란다 오토)
- 윤세웅 - 에오메르(칼 어번)

## 제작
피터 잭슨은 이 영화가 반지의 제왕 영화 삼부작의 끝부분을 담고 있었기 때문에 삼부작 사이에서 가장 제작하기 쉬울 것이라고 예상했다. 촬영은 1999년 10월 11일부터 2000년 12월 22일까지 뉴질랜드 전역에서 이루어졌으며, 영화 개봉 전인 2003년까지는 추가 촬영이 이어졌다.

### 디자인
피터 잭슨이 구상한 가운데땅은 주로 앨런 리와 존 하우가 설계했으며, 반지의 제왕 영화 삼부작에서의 무기와 미니어쳐, 세트장은 모두 웨타 워크샵(Wētā Workshop)이 제작했다. 리처드 테일러가 웨타 워크샵의 일들을 지휘하고 그랜트 메이저가 기획을, 댄 헤나는 건축을 맡았다.
이전 영화에서 잠깐씩만 등장하던 미나스 티리스는, 왕의 귀환에서 본격적으로 등장한다. 거대한 음향 무대는 헬름 협곡 세트장의 재료에서 가져오고 산 조반니 세례당와 시에나에서 영감을 얻어 웰링턴의 외곽 지역에 제작되었다. 드라이크 채석장(Dry Creek Quarry)에 미나스 티리스의 문이 제작되었고, 간달프와 마술사왕이 충돌하는 장면은 혼버그의 외곽 지역에서 연출되었다.
브라이언 매시(Brian Massey)가 폴리스티렌과 그린스(Greens Department)가 제작한 백색 나무는 올리브 나무에서, 색은 샤를마뉴 성당에서 영감을 받았으며, 무기는 16세기에 이탈리아와 독일의 무기에서 영감을 받았다. 민간인들은 백인과 흑인을 섞어 고대와 중세의 지중해 분지의 사람들의 모습을 적용했다.

## 같이 보기
- 호빗 (영화 시리즈)
- 로드 오브 링스
- 역대 최고의 영화 목록
- 아카데미상 최고 기록 목록